# Antsakabary
Antsakabary est une commune rurale malgache située dans la partie est de la région de Sofia.

## Géographie
L'ethnie Tsimihety est fortement présente dans cette commune.
Café, raphia, vanille, riz sont les principaux produits cultivés dans cette commune.